# 蛇子形
蛇子形，原寫為蛇仔形，是臺灣高雄市仁武區的一個傳統地域名稱，位於該區中部偏東南。相較於今日行政區，其範圍大致包括烏林里中南部至南部中西側、考潭里北部中央地帶、灣內里東北端。
本地區境內主要聚落為蛇仔形、中庄仔。

## 歷史
台灣日治初期，蛇子形地區為一街庄，稱為「蛇仔形庄」（舊制街庄），隸屬於觀音下里。該庄昔日西北與新庄為鄰，北及東北與烏材林庄為鄰，東南邊、南邊及西南邊為考潭庄，西邊一小段與灣仔內庄為界。
1901年（日治明治三十四年）11月11日，全台廢縣廳改設二十廳，該庄隸屬於鳳山廳。1904年（明治三十七年）5月3日，該庄編入「考潭區」，隸屬於鳳山廳。1909年（明治四十二年）10月25日，全台合併二十廳為十二廳，考潭區改隸屬於臺南廳。1920年（大正九年）10月1日，全台地方制度大改正，廢十二廳改設五州二廳，該庄改制並雅化為「蛇子形」大字，隸屬於高雄州高雄郡仁武庄（新制街庄）。1924年（大正十三年）12月25日，高雄郡廢郡，仁武庄改隸屬於鳳山郡。
戰後仁武庄改制為仁武鄉，隸屬於高雄縣，大字亦改制為村。1950年（民國39年）10月1日，高、屏分治，仁武鄉仍隸屬於高雄縣。1951年（民國40年）8月，仁武鄉拆分出大社鄉，本地區仍隸屬於仁武鄉。2010年（民國99年）12月25日，高雄縣、市合併為直轄高雄市，仁武鄉改制為仁武區，村亦改制為里。

## 聚落
本地區發展較早的聚落為蛇仔形、中庄仔，在日治初期的官方地圖上已有記載。

## 交通
區道高55線（仁心路）是烏材林至新大港（實際終點在仁武區、三民區區界）的道路，經過本地區的中庄仔、蛇仔形等聚落，為本地區最主要的聯外幹道。